# Солдатская слобода (Нижний Новгород)
Солдатская слобода (Новая Солдатская слобода) — исторический район в центре Нижнего Новгорода. Возник в 1840-е годы. В 2021—2024 годах историческая застройка района была практически полностью уничтожена в связи со строительством станции метро «Сенная».

## Расположение
Расположен в историческом центре Нижнего Новгорода (Нижегородский район). Занимает территорию к востоку от современной Сенной площади, ограниченную улицами Тургенева, Сеченова и Казанской набережной.

## История

### Конец XVIII — начало XIX века. Старая Солдатская слобода
Первая Солдатская слобода в Нижнем Новгороде возникла на территории, располагавшейся между линиями средневековых дерево-земляных укреплений — Старого и Нового острогов XVII века. В Писцовой книге 1622 года эта территория значилась как незастроенная и долгое время находилась за пределами обжитой территории города. В самом конце XVIII столетия в промежутке между современными площадями Ошарской и Свободы была разбита Солдатская слобода, планировка которой состояла из кварталов правильной прямоугольной формы, разбитых узкими переулками. Предположительно, в этот период начала формироваться застройка вдоль улиц Володарского (бывшая Солдатская, позже — Петропавловская), переулков Ткачева (бывший Старо-Солдатский) и Могилевича (бывший Ново-Солдатский).
В первой половине XIX века район приобрёл более плотную застройку, когда его начали заселять разночинцы — мелкие чиновники, мещане, бывшие крестьяне. В то же время окончательно сложилась планировочная структура местности. Ошарская улица и одноимённая окраинная площадь тогда приобрели дурную репутацию по причине располагавшихся здесь питейных заведений.

### С середины XIX века. Новая Солдатская слобода
В 1840-е годы Солдатская слобода, предназначавшаяся для заселения военными, уволенными в запас, и инвалидами, была перенесена на новое место — к востоку от современной Сенной площади. Проект застройки слободы разработал первый городовой архитектор Нижнего Новгорода Георг Кизеветтер в 1839 году. До этого граница города проходила по Сенной площади, где, у Казанской заставы, обрывалась городская застройка.
План застройки территории предопределило направление Большой дороги в Казань — Казанского тракта, являвшегося продолжением Большой Печёрской улицы. Вдоль этой дороги, по обеим её сторонам, в соответствии с проектом Георга Кизеветтера, были разбиты два первых квартала. Каждый квартал делился на примерно равные участки, которые отдавались под застройку. Дома ставились строго по красным линиям улиц, за ними располагались огороды. Таким образом возникли Старо-Солдатская улица (в советский период — часть улицы Лядова, сегодня — часть улицы Большой Печёрской), Солдатская или Верхне-Солдатская набережная (сегодня — Казанская набережная), северная сторона Ново-Солдатской (Новосолдатской) улицы и восточная сторона Сенной площади.
Солдатская набережная застраивалась с отступлениями от плана Кизеветтера: дома ставились вразброс, что было отражено на фиксационном плане города 1848—1853 годов. Позже застройка была урегулирована. Первоначально, в 1840-е — 1850-е годы слобода застраивалась одноэтажными деревянными домами по образцовым проектам. Все они имели схожую трёхчастную планировку, три окна по главному фасаду и скупое декоративное убранство в духе позднего классицизма.
Во второй половине XIX века был разбит третий квартал слободы — в сторону Ковалихинского оврага. Проект его планировки в 1860-е годы составил городовой архитектор Н. И. Ужумедский-Грицевич. Так были застроены южная сторона Ново-Солдатской и Напольно-Солдатской улиц (сегодня — улица Тургенева). Восточнее слободы расположилась тюрьма для пересыльных арестантов (позже на её месте появились Печёрские казармы). Сюда же во второй половине столетия переместилась граница Нижнего Новгорода, за которой располагались Печёрские выселки, находившиеся уже на территории Печёрской слободы Нижегородского уезда.
Сохранившаяся историческая застройка слободы относилась уже к более позднему времени — самому концу XIX — началу XX века. В этот период всё сильнее нарастал контраст между центром города и неблагоустроенными окраинами; одной из последних и была Солдатская слобода. Район заселяли представители низших сословий — мещане, ремесленники, мелкие торговцы, переселившиеся в город крестьяне. Позже слобода стала местом компактного проживания татар, в связи с чем в 1915 году здесь, на Верхне-Солдатской набережной, была выстроена Нижегородская соборная мечеть (арх. П. А. Домбровский). Характер жилой застройки определялся наличием в районе, в основном, доходных домов.
В районе существовала своя внутренняя дифференциация застройки. Архитектура Большой Солдатской улицы контрастировала с остальной территорией, так как улица выступала своеобразной «визитной карточкой» города со стороны Казанского тракта. Дома имели разный характер, имелись как каменные, так и полукаменные, многие деревянные дома были оштукатурены, другие обшиты досками и насыщены декором. Застройка Казанской набережной была типичной для городских окраин, включала деревянные двухэтажные дома и одно- двухэтажные флигели, самые разнообразные хозяйственные и служебные постройки (конюшни, погреба, бани и др.), располагавшиеся в глубине дворов.

### XX — начало XXI вв. Советский и современный период
На советский и постсоветский период пришлись разрушительные процессы в отношении исторической застройки слободы. Застройка Казанской набережной (а впоследствии — и вокруг участка Большой Печёрской улицы) была полностью утрачена. Высокий берег Волги здесь отвели под застройку многоквартирными домами. На Волжском откосе рядом с мечетью была выстроена станция канатной дороги, а район автобусной автостанции застроен многочисленными кирпичными гаражами и захламлён. Визуальные связи района были окончательно разрушены постройкой двух высотных домов.

## Памятники архитектуры
- Дом П. Л. Чардымова с флигелем (утрачен)
- Дом М. Е. Башкирова
- Нижегородская соборная мечеть